# Décès en novembre 1980
Décès
- 1976
- 1977
- 1978
- 1979
- 1980
- 1981
- 1982
- 1983
- 1984

Pour une information complémentaire, voir la page d'aide.

| Date        | Nom            | Pays                           | Activités                                            | Âge | Source |
| ----------- | -------------- | ------------------------------ | ---------------------------------------------------- | --- | ------ |
| 2 novembre  | Elzada Clover  | Drapeau des États-Unis         | Botaniste américaine.                                | 83  |        |
| 6 novembre  | Ali Benouna    | Drapeau de la France           | Footballeur franco-algérien, international français. | 73  |        |
| 24 novembre | Jeanne Matthey | Drapeau de la France           | Joueuse de tennis française.                         | 94  |        |
| 28 novembre | Keith Caldwell | Drapeau de la Nouvelle-Zélande | As et militaire néo-zélandais.                       | 85  | (en)   |